# Mathias Grönberg
Mathias David Grönberg (nascido em 12 de março de 1970) é um jogador sueco de golfe profissional, que disputa o European Tour e o PGA Tour.

## Troféu Mathias Grönberg de 2008
O primeiro evento do Troféu Mathias Grönberg ocorreu na Suécia, em agosto de 2008. O maior anseio de Grönberg é tornar o golfe popular entre as crianças. Ele espera tornar isso um evento anual.

## Títulos amadores (3)
- 1988 – Swedish Boys Championship
- 1990 – British Youths Open Amateur Championship
- 1991 – Aberto da Suécia

## Títulos profissionais (6)

### Títulos do European Tour (4)
| N.º | Data                  | Torneio                          | Placar                | Margem     | Vice-campeões                                         |
| --- | --------------------- | -------------------------------- | --------------------- | ---------- | ----------------------------------------------------- |
| 1   | 3 de setembro de 1995 | Canon European Masters           | −18 (70-65-66-69=270) | 2 tacadas  | Barry Lane, Costantino Rocca                          |
| 2   | 23 de agosto de 1998  | Smurfit European Open            | −13 (68-71-67-69=275) | 10 tacadas | Miguel Ángel Jiménez, Phillip Price                   |
| 3   | 23 de janeiro de 2000 | Mercedes-Benz South African Open | −14 (70-70-67-67=274) | 1 tacada   | Darren Fichardt, Ricardo González, Nick Price         |
| 4   | 4 de maio de 2003     | Italian Open                     | −17 (71-67-68-65=271) | 2 tacadas  | Ricardo González, José Manuel Lara, Colin Montgomerie |

### Títulos do Sunshine Tour (1)
- 2000 – Mercedes-Benz South African Open (cossancionado com o European Tour)

### Títulos do Challenge Tour (1)
- 1991 – SM Match Play

### Títulos do Nationwide Tour (1)
| N.º | Data                 | Torneio                             | Placar                | Margem    | Vice-campeão                 |
| --- | -------------------- | ----------------------------------- | --------------------- | --------- | ---------------------------- |
| 1   | 7 de janeiro de 2009 | Melwood Prince George's County Open | −19 (68-69-67-65=269) | 6 tacadas | Justin Bolli, Esteban Toledo |

## Resultados nos torneios Majors
| Torneio               | 1995 | 1996 | 1997 | 1998 | 1999 |
| --------------------- | ---- | ---- | ---- | ---- | ---- |
| Masters Tournament    | DNP  | DNP  | DNP  | DNP  | DNP  |
| U.S. Open             | DNP  | DNP  | DNP  | DNP  | CUT  |
| The Open Championship | CUT  | DNP  | DNP  | DNP  | CUT  |
| PGA Championship      | DNP  | DNP  | DNP  | DNP  | DNP  |

| Torneio               | 2000 | 2001 | 2002 | 2003 | 2004 | 2005 | 2006 | 2007 | 2008 | 2009 | 2010 |
| --------------------- | ---- | ---- | ---- | ---- | ---- | ---- | ---- | ---- | ---- | ---- | ---- |
| Masters Tournament    | DNP  | DNP  | DNP  | DNP  | DNP  | DNP  | DNP  | DNP  | DNP  | DNP  | DNP  |
| U.S. Open             | DNP  | T74  | DNP  | DNP  | DNP  | DNP  | DNP  | DNP  | DNP  | DNP  | CUT  |
| The Open Championship | DNP  | CUT  | CUT  | T18  | T47  | DNP  | DNP  | DNP  | DNP  | DNP  | DNP  |
| PGA Championship      | CUT  | CUT  | DNP  | CUT  | DNP  | DNP  | DNP  | DNP  | DNP  | DNP  | DNP  |

DNP = não participou

CUT = perdeu o corte

"T" = empate